# RAF Sculthorpe

i7
i11
i13
Die frühere Royal Air Force Station Sculthorpe (IATA-Code: ZXE, ICAO-Code: EGUP), kurz RAF Sculthorpe ist heute ein als militärische Schuleinrichtung genutzter Militärflugplatz des britischen Verteidigungsministeriums, Ministry of Defence (MOD). MOD Sculthorpe liegt sechs Kilometer westlich Fakenhams in der Grafschaft Norfolk, England. Während eine der drei Start- und Landebahnen des Flugfelds militärisch genutzt wird, es untersteht der Stanford Training Area, wurde der ehemalige Kasernen- und Unterkunftsbereich 1997 an eine Immobiliengesellschaft, die Welbeck Estate Group, verkauft.

## Geschichte
RAF Sculthorpe entstand während des Zweiten Weltkriegs ab Frühjahr 1942 als Satelliten-Flugfeld von RAF West Raynham. Erster Nutzer war zwischen Mai und Juli 1943 die 342. (Lorraine) Squadron der Freien Französischen Luftstreitkräfte, einer mit Boston ausgerüsteten Bomber-Staffel.
In der zweiten Jahreshälfte 1943 war Sculthorpe ab Ende Juli zunächst Heimat je einer australischen und neuseeländischen Staffel, die hier auf Mosquito umrüsteten. Ende September kam noch eine britische Staffel hinzu, und alle drei bildeten das 140. Geschwader (Wing), das hier bis zum Jahresende blieb.
Sculthorpe war im ersten Quartal 1944 Basis schwerer B-17-Bomber, je einer Staffel der RAF und der United States Army Air Forces (USAAF) und wurde anschließend zu einer Basis sehr schwerer Bomber umgebaut, was allerdings erst 1946 abgeschlossen wurde.
Sculthorpe diente 1949 der United States Air Force (USAF) während der Berliner Luftbrücke und wurde in Folge des beginnenden Kalten Kriegs 1952 für 10 Jahre Heimat des 47. amerikanischen Bombergeschwaders, das mit drei Staffeln B-45 und ab 1958 B-66-Bombern sowie je einer Luftbetankungsstaffel und taktischen Aufklärungsstaffel ausgerüstet war. Die beiden letzteren betrieben die KB-29 und KB-50 bzw. die RB-45C und ab 1957 die RB-66. Aus Platzgründen lag eine der drei Bomberstaffeln in RAF Alconbury. In dieser Zeit war Sculthorpe mit 10.000 Mann die größte USAF-Basis in Europa.
Nach Auflösung des Geschwaders 1962 wurde die Basis nur noch sporadisch genutzt, zum Beispiel durch Geschwader, deren Heimatplätze einen neuen Runway-Belag erhielten.
Nach dem Ende des Kalten Kriegs wurde die Basis deaktiviert und der gesamte Unterkunfts- und technische Bereich an die Welbeck Estate Group veräußert. Das Flugfeld wurde weiterhin militärisch genutzt, offiziell als Übungsplatz für Hubschrauber.
Die meisten Hangars wurden um 2009 abgerissen, lediglich der Tower, die Feuerwache und ein kleiner Shelter blieben erhalten.

## Heutige Nutzung
Das Flugfeld wird heute vorwiegend durch die 352nd Special Operations Group aus RAF Mildenhall, einer Einheit des United States Special Operations Command Europe, genutzt. Hinzu kommen Kampfjets aus RAF Lakenheath und RAF Marham.

## RAF West Raynham
Die ursprüngliche Stammbasis von Sculthorpe, die Royal Air Force Station West Raynham, kurz RAF West Raynham, lag zirka sechs Kilometer südwestlich Sculthorpes. Die Station war von Mai 1939 bis 1994 in Betrieb.
Während des Krieges war der Platz insbesondere Heimat zweimotoriger Bomber. Nach dem Krieg diente er zunächst als Basis von Jagdflugzeugen und ab 1964 lag hier die Tripartite Evaluation Squadron, eine gemischte Testeinheit von USAF, Luftwaffe und RAF zur Erprobung des Kestrel Senkrechtstarters. Der regelmäßige Flugbetrieb wurde bereits Mitte der 1970er Jahre eingestellt und anschließend diente der Platz bis 1991 nur noch dem RAF Regiment. Das Areal wurde schließlich 2006 verkauft und wird heute zivil genutzt.